# Jindřich Pouzar z Michnic
Jindřich Pouzar z Michnic († 1600) byl český šlechtic (rytíř).
Pocházel ze staročeské rodiny vladycké Pouzarů z Michnic. Poprvé je listinně doložen v roce 1549. Od tohoto roku do smrti držel sídelní Žumberk s tvrzí, jakož i další zboží. Podvakrát zastával úřad hejtmana Bechyňského kraje.
Z nemanželského vztahu s Anežkou Severýnovou zplodil nejméně čtyři potomky – Erazima (†1596), Jana, Jáchyma a Juditu.
Pohřben byl v kostele Umučení svatého Jana Křtitele v Žumberku, kde se nacházel i jeho malovaný epitaf, který je nyní vystaven v žumberské tvrzi.